# گونی (کومونه)
گونی (به ایتالیایی: Goni) یک کومونه در ایتالیا است که در استان کالیاری واقع شده‌است.

## خصوصیات
گونی ۱۸٫۷۱ کیلومترمربع مساحت و ۵۵۶ نفر جمعیت دارد و ۳۸۳ متر بالاتر از سطح دریا واقع شده‌است.